# リール第1大学
リール第1大学（英語: Lille University of Science and Technology、公用語表記: Université Lille I）は、リール近郊ヴィルヌーヴ＝ダスクに本部を置くフランスの公立大学。1562年創立、1854年大学設置。大学の略称はLille 1。
1970年、フランス公立の他大学と同様に、リール大学がリール第1大学、リール第2大学、リール第3大学に3分割された。

## 対外関係

### 海外拠点
サテライトオフィス
- 信州大学 工学部内

## 関係者
- ルイ・パスツール
- エミール・ボレル
- アンリ・カルタン
- ポール・パンルヴェ
- ウラジミール・ジャンケレヴィッチ